# Mur VD
| VD ist das Kürzel für den Kanton Waadt in der Schweiz. Es wird verwendet, um Verwechslungen mit anderen Einträgen des Namens Mur zu vermeiden. |

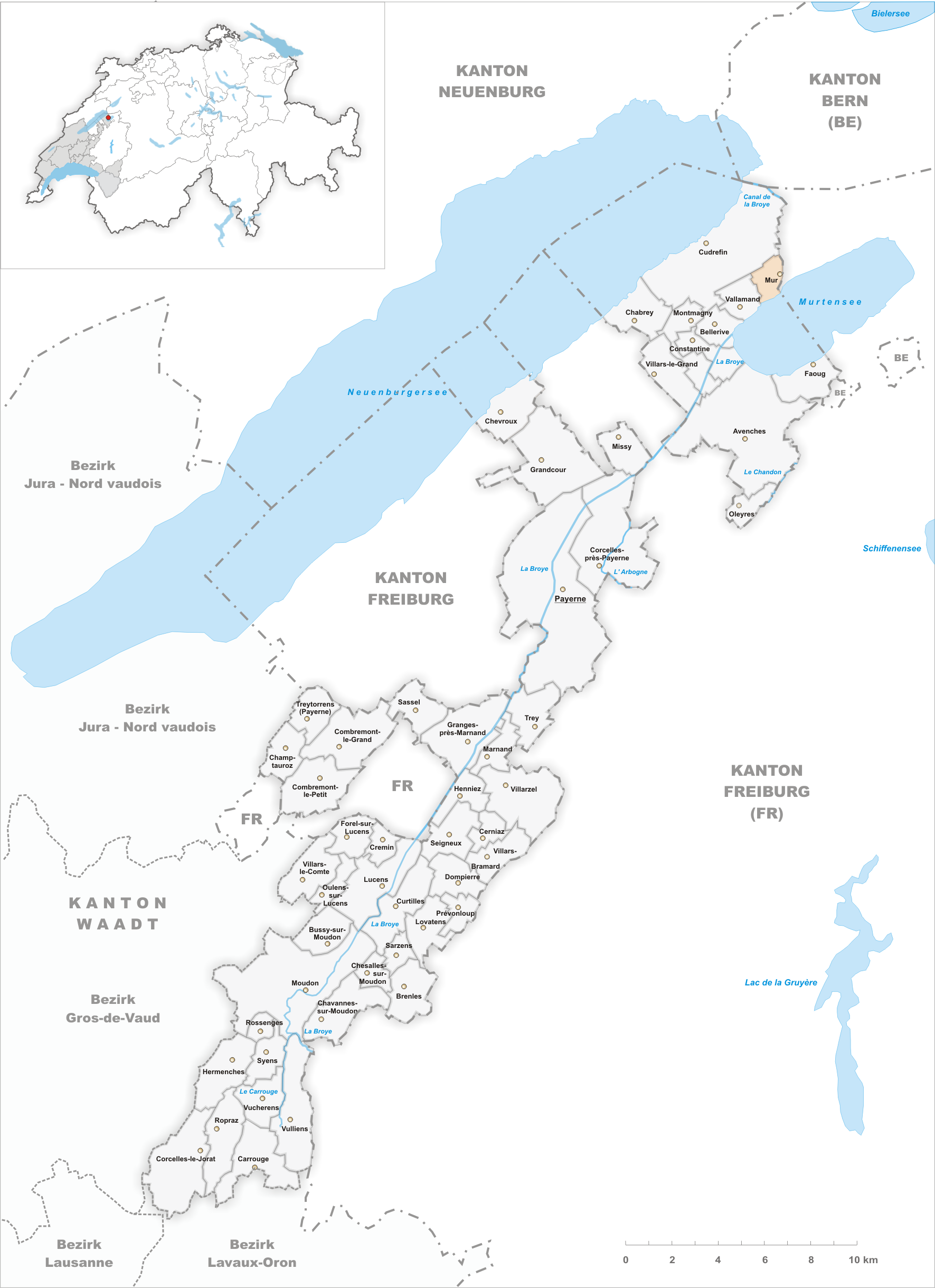
Gemeindestand vor der Fusion am 30. Juni 2011

Mur oder Mur (Vully) VD ist ein Ort in der politischen Gemeinde Vully-les-Lacs im Distrikt Broye-Vully im Kanton Waadt in der Schweiz.
Das Dorf Mur ist politisch zweigeteilt. Der kleinere, östliche Teil gehört als Mur (Vully) FR zur Gemeinde Mont-Vully im Kanton Freiburg.
Die ehemalige Gemeinde umfasste auch einen Teil von Guévaux.

## Geographie
Mur liegt auf 484 m ü. M., 17 Kilometer nordöstlich des Bezirkshauptortes Payerne (Luftlinie). Das Dorf erstreckt sich auf dem Höhenrücken südwestlich des Mont Vully, zwischen dem Neuenburgersee und dem Murtensee, an aussichtsreicher Lage rund 50 m über dem Seespiegel des Murtensees, im Schweizer Mittelland.
Die Fläche des 1,8 km² grossen Gemeindegebiets umfasst einen Abschnitt am Nordufer des Murtensees. Der Gemeindeboden erstreckt sich vom Seeufer über den flachen Uferrandstreifen nordwärts auf den breiten Molassehöhenrücken, auf dem mit 541 m ü. M. auf der Flur Sur Bessy der höchste Punkt von Mur erreicht wird. Gegen den Murtensee hin hat der Bach Ruisseau de Forel ein kleines Erosionstal in die Molasseschichten eingetieft. Von der Gemeindefläche entfielen 1997 10 % auf Siedlungen, 9 % auf Wald und Gehölze, 80 % auf Landwirtschaft, und etwas weniger als 1 % war unproduktives Land.
Zu Mur gehören der Ortsteil La Ratte (505 m ü. M.) auf dem Höhenrücken und der Weiler Guévaux (439 m ü. M.) am Fuss des Höhenzuges, nahe der Mündung des Ruisseau de Forel in den Murtensee, sowie einige Einzelhöfe. Nachbargemeinden von Mur waren Vallamand und Cudrefin im Kanton Waadt sowie Haut-Vully im Kanton Freiburg.

## Bevölkerung
Mit 203 Einwohnern (Stand 31. Dezember 2010) gehörte Mur zu den kleinen Gemeinden des Kantons Waadt. Von den Bewohnern sind 71,7 % französischsprachig, 24,9 % deutschsprachig und 1,7 % portugiesischsprachig (Stand 2000). Die Bevölkerungszahl von Mur belief sich 1870 auf 145 Einwohner, 1900 auf 146 Einwohner. Nachdem die Bevölkerung bis 1980 auf 116 Personen abgenommen hatte, wurde seither wieder eine deutliche Bevölkerungszunahme registriert.

## Wirtschaft
Mur war bis in die zweite Hälfte des 20. Jahrhunderts ein vorwiegend durch die Landwirtschaft geprägtes Dorf. Noch heute haben der Ackerbau und der Obstbau eine wichtige Bedeutung in der Erwerbsstruktur der Bevölkerung. An den optimal zur Sonne exponierten Südhängen über dem Murtensee wird Weinbau betrieben. Weitere Arbeitsplätze sind im lokalen Kleingewerbe und im Dienstleistungssektor vorhanden. In den letzten Jahrzehnten hat sich das Dorf dank seiner attraktiven Lage auch zu einer Wohngemeinde entwickelt. Einige Erwerbstätige sind Wegpendler, die in den umliegenden grösseren Ortschaften arbeiten.

## Verkehr
Die Gemeinde liegt abseits der grösseren Durchgangsstrassen an einer Verbindungsstrasse von Salavaux nach Lugnorre. Durch eine Buslinie der Freiburgischen Verkehrsbetriebe (TPF) und einen Postautokurs ist Mur (Vully) mit Sugiez beziehungsweise mit Salavaux verbunden. Die Bushaltestelle befindet sich unmittelbar bei der Kantonsgrenze.

## Geschichte
Am Ufer des Murtensees wurden einige Überreste einer Pfahlbausiedlung entdeckt. Die erste urkundliche Erwähnung von Mur erfolgte 1319 unter dem Namen Murs. Seit dem Mittelalter gehörte Mur zur savoyischen Kastlanei Cudrefin. Die Trennung von Mur geht auf das 14. Jahrhundert zurück, als der westliche Teil zu Cudrefin, der östliche zur Herrschaft Lugnorre gehörte.
Mit der Eroberung der Waadt durch Bern im Jahr 1536 gelangte das Dorf unter die Verwaltung der Vogtei Avenches. Im Jahr 1676 fielen zahlreiche Häuser einer Feuersbrunst zum Opfer. Nach dem Zusammenbruch des Ancien Régime wurde Mur 1798 während der Helvetik dem Kanton Freiburg angegliedert. Mit der Inkraftsetzung der Mediationsverfassung 1803 wurde das Dorf zusammen mit dem heutigen Bezirk Avenches als Exklave wieder dem Kanton Waadt zugeteilt. Mur besitzt keine eigene Kirche, es gehört zur Pfarrei Montet-Cudrefin. Am 1. Juli 2011 fusionierte Mur mit sechs weiteren Gemeinden zur Gemeinde Vully-les-Lacs.